# Jan Jokiel
Jan Inocenty Jokiel vel Karol Dawidek, pseud.: Ligota, Jur (ur. 28 lipca 1906 w Łodzi, zm. 10 czerwca 1996 w Sopocie) – oficer Wojska Polskiego, Polskich Sił Zbrojnych i Armii Krajowej, major lotnictwa, cichociemny, kuzyn pilota Jana Daszewskiego.

## Życiorys
Jan Jokiel ukończył Wyższą Szkołę Ekonomiczną w Warszawie oraz Szkołę Podchorążych Rezerwy Lotnictwa w Dęblinie. Na stopień podporucznika został mianowany ze starszeństwem z dniem 1 stycznia 1935 i 62. lokatą w korpusie oficerów rezerwy aeronautyki.
We wrześniu 1939 roku był przydzielony początkowo do 4 pułku lotniczego, a następnie do Armii „Poznań”. Od około 9 września był ewakuowany w kierunku Rumunii, 19 września przekroczył granicę polsko-rumuńską. W październiku 1939 znalazł się we Francji, gdzie został skierowany do Polskich Sił Powietrznych w Lyonie. Od lipca 1940 roku służył jako oficer taktyczny (ang. intelligence officer) w dywizjonie 302, a jako tłumacz angielskich tekstów technicznych był w tym okresie częstym gościem w dywizjonie 303, gdzie jako fotograf hobbysta wykonał wiele pamiątkowych fotografii (w tym najsłynniejsze zdjęcia polskich pilotów walczących w bitwie o Anglię). Następnie był szkolony w polskiej szkole wywiadu (pod kamuflażem Oficerskiego Kursu Doskonalenia Oficerów Administracji).
Po przeszkoleniu konspiracyjnym w wywiadzie został zaprzysiężony 13 stycznia 1942 roku w Oddziale VI Sztabu Naczelnego Wodza. Zrzutu dokonano w nocy z 30 na 31 marca 1942 roku w ramach operacji „Belt”, którą dowodził kpt. naw. Antoni Voelnagel. Zrzut miał odbyć się 8 km na północny wschód od Końskich. Pomyłkowo skoczkowie lądowali 6 km na zachód od czuwającej placówki „Kopyto”, w pobliżu dobrze oświetlonego obozu jenieckiego w Baryczy. Jokiel wylądował na sośnie oddalonej zaledwie kilkadziesiąt metrów od drutów okalających obóz. Nad ranem skoczkowie skontaktowali się z placówką odbiorczą. Po skoku Jokiel otrzymał przydział do Wydziału Lotnictwa Oddziału III Operacyjnego Komendy Głównej AK jako kierownik referatu. Od kwietnia 1943 roku do lipca 1944 roku pracował w Oddziale II Informacyjno-Wywiadowczym jako referent lotniczy w biurze studiów (jednocześnie pracował na lotnisku „Okęcie” pod nazwiskiem Karol Dawidek). Przed powstaniem warszawskim został przydzielony do Bazy Lotniczej „Okęcie”.
Po wybuchu powstania warszawskiego brał udział w nieudanej próbie opanowania lotniska „Okęcie”. Do 8 sierpnia walczył na Ochocie. Został wywieziony z Warszawy przez Niemców razem z ludnością cywilną do obozu przejściowego w Pruszkowie.
Po ucieczce z obozu początkowo osiedlił się w Poznaniu, jednak już w połowie 1945 roku przyjechał do Sopotu. Nie mógł znaleźć pracy zgodnej ze swoim wykształceniem. Początkowo był inspektorem ds. UNRRA w Ministerstwie Rolnictwa, od 1950 roku pracował w Centrali Rybnej. Uzyskał tytuł magistra ichtiologii w Wyższej Szkole Rolniczej w Olsztynie. Był pomysłodawcą i budowniczym Rybackiego Ośrodka Doświadczalnego w Oliwie. Opublikował kilka prac z zakresu rybołówstwa. Swoje wojenne doświadczenia opisał w książkach: Udział Polaków w Bitwie o Anglię (1968/1972) i Wróciłem najkrótszą drogą (1990).
Został pochowany na cmentarzu katolickim w Sopocie (kwatera C4-23-18).

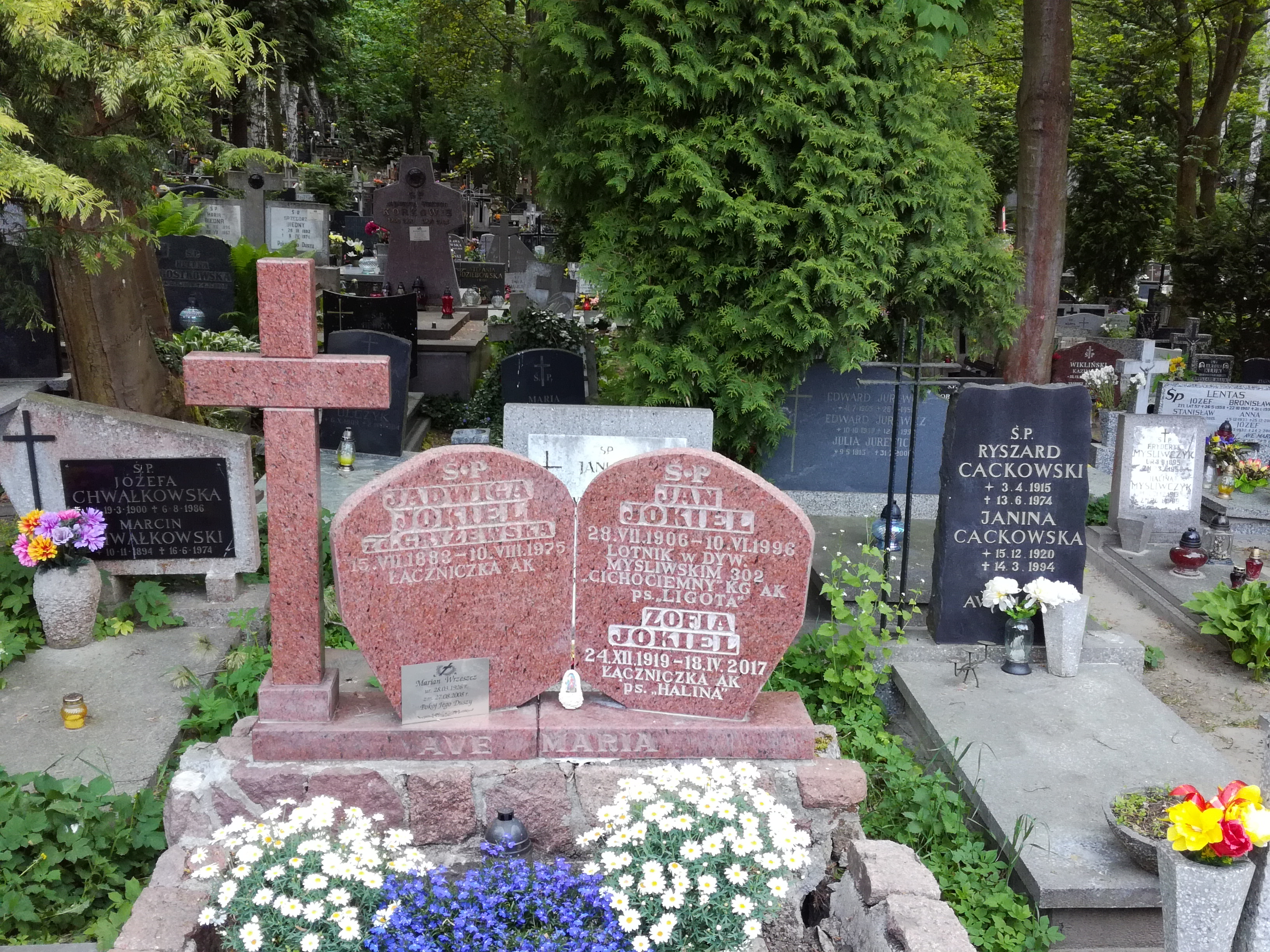
Grób Jana Jokiela na cmentarzu katolickim w Sopocie

## Ordery i odznaczenia
- Krzyż Srebrny Orderu Virtuti Militari nr 13344[7]
- Medal Lotniczy czterokrotnie[8]

## Życie rodzinne
Jan Jokiel był synem Kazimierza i Jadwigi z domu Gryżewskiej. Miał brata Franciszka. Ożenił się w 1945 z Zofią Maringe (1919–2017), której stryjem był Leonard Witold Maringe. Jan i Zofia mieli dwoje dzieci: Tomasza (ur. w 1946 roku) i Hannę (ur. w 1954) zamężną Falkowską.